# Mario Sports Mix
Mario Sports Mix (マリオスポーツミックス?, Mario Supōtsu Mikkusu) è un videogioco sportivo pubblicato da Nintendo e sviluppato da Square Enix. È stato pubblicato nel novembre 2010 in Giappone ed il 28 gennaio 2011 in tutta Europa in esclusiva per la console Wii. 
Presenta quattro sport: pallacanestro, pallavolo, hockey e dodgeball. Il gioco presenta principalmente personaggi e luoghi del franchise di Mario con alcuni ospiti provenienti da Final Fantasy e Dragon Quest  (anch'esse della Square Enix). È possibile inoltre scegliere come personaggio uno dei loro Mii.
Il gioco ha ricevuto un'accoglienza mista: è stato elogiato per la sua grafica e il gameplay, ma criticato per la sua mancanza di profondità e rigiocabilità.

## Gameplay
Il gioco segue la scia dei precedenti titoli sportivi della serie Mario, con un gameplay arcade e potenti mosse speciali. È presente una modalità Multiplayer locale: a seconda dello sport, due giocatori (due contro due) o tre giocatori (tre contro tre) possono giocare in multiplayer cooperativo e quattro giocatori (due contro due) possono giocare multiplayer competitivo in due squadre da due. Era disponibile una modalità Multiplayer online tramite il servizio Nintendo Wi-Fi Connection, in precedenza alla chiusura dello stesso. 
La maggior parte dei luoghi e personaggi del gioco provengono dal franchise di Mario, con alcuni ospiti provenienti dalle serie di Final Fantasy e Dragon Quest di Square Enix. Ninja, Mago Nero, Maga Bianca, Kyactus e Moguri provengono dalla serie Final Fantasy, mentre Slime della serie Dragon Quest. I giocatori possono anche scegliere di giocare come uno dei loro personaggi Mii.

## Sviluppo
Mario Sports Mix è il terzo gioco di Mario sviluppato da Square Enix dopo Super Mario RPG e Mario Slam Basketball ed è stato mostrato per la prima volta all'E3 2010. Durante la presentazione del Nintendo E3, Reggie Fils-Aimé dichiarò che nessuno degli sport inclusi era stato presente nei precedenti titoli sportivi di Mario. Tuttavia, tre di loro erano comunque stati presentati in qualche modo: il basket era l'obiettivo principale di Mario Slam Basketball (e ci sono minigiochi basati sul basket in Mario Party, Mario Party 4, Mario Party 6 e Mario Party 8); i minigiochi di pallavolo erano presenti in Mario Party 4 e Mario Party 5; e l'hockey era uno sport presente in Mario Party 5 e Mario & Sonic ai Giochi Olimpici Invernali. Mario Sports Mix segna comunque la prima volta che il dodgeball è stato presentato in un titolo sportivo di Mario e la prima volta che gli altri tre sono stati presenti in ruoli importanti in un titolo per console fissa.

## Accoglienza
| Testata                    | Giudizio |
| -------------------------- | -------- |
| GameRankings (media al)    | 65.56%   |
| Metacritic (media al)      | 64/100   |
| Eurogamer                  | 7/10     |
| Famitsū                    | 30/40    |
| GameSpot                   | 4/10     |
| GamesRadar+                | 4/5      |
| GiantBomb                  | 2/5      |
| IGN                        | 6,5/10   |
| Nintendo Life              | 8/10     |
| Nintendo Power             | 8/10     |
| Nintendo World Report      | 7/10     |
| Official Nintendo Magazine | 72%      |

Famitsū pubblicò la prima recensione per Mario Sports Mix circa una settimana prima del suo lancio in Giappone. Uno dei recensori ha elogiato il titolo per i suoi controlli "semplici e facili", commentando anche che le mosse speciali dei personaggi erano "abbastanza pulite" e che i campi inclusi nel gioco erano "divertenti a modo loro". Tuttavia, venne criticato il basso numero di sport giocabili: un revisore affermò infatti che "con solo quattro sport inclusi, alcune persone potrebbero annoiarsi abbastanza velocemente".
Mario Sports Mix ha ricevuto recensioni alla media. Jack DeVries di IGN ha affermato che "potrebbe essere un party game divertente, ma questa è un'offerta piuttosto debole". Ha ad ogni modo elogiato la grafica, definendo le animazioni "ben fatte" e dichiarando che "tutto è luminoso e fluido". La musica, è stata definita "divertente ed energica, anche se un po' ripetitiva". Common Sense Media ha consigliato il gioco dagli 8 anni in su, dicendo "una compilation sportiva di prim'ordine è divertente per tutte le età". GameSpot, tuttavia, ha affermato che "Ogni sport è noioso e superficiale", "Gli avversari controllati dal computer sono troppo facili", "Richiede pochissima abilità", "Troppo caos nelle competizioni " e "Nessuno degli sport offre qualcosa di nuovo o unico". Official Nintendo Magazine ha anche menzionato nella sua recensione che "la pallavolo è il gioco più debole dei quattro" perché implica solo sfiorare il telecomando Wii e premere il tasto A. Ha anche evidenziato che i personaggi sbloccabili fossero solo personaggi Square Enix, che ha definito "un po' deludenti" e che "sostituirli con altri personaggi di Mario sarebbe molto meglio".
Ad aprile 2011, Mario Sports Mix ha venduto 1,54 milioni di copie in tutto il mondo.